# Toyota Probox
El Toyota Probox fue introducida por Toyota en Japón en agosto de 2002. Es un auto pequeño, con diseño de station wagon, diseñado para el uso comercial como coche de entregas, y relacionado de cerca con el Toyota Succed.

## Características técnicas
Rueda bajo, milímetro 2550 pisada (F/R), milímetro 1450/1455 de tierra separación, milímetro 155 encintado vehículo peso, kilogramo 1110 grueso vehículo peso, kilogramo asiento capacidad, persona 5 puerta numeran 5 Min.turning radio, m 5.2 gasolina depósito capacidad, l 50 dislocación, cc 1496 motor modelo 1NZ-FE Max.power (red), kw(PS)/rpm 105 picosegundo (77.23 kilovatios)/6000 RPM Max.torque(Net), N*m(kg*m)/rpm 14.1 kg*m (138.27)/4200 de N*m el tipo alesaje regular unleaded del cociente 10.5 de la compresión del sistema del LEV de la gasolina (vehículo bajo de la emisión) sí, movimiento del milímetro 75, tamaño del motor de la densidad de energía de la RPM 10.57 del combustible del sistema de carburante de VVT-i de la información del motor del cilindro DOHC del cuento por entregas 4 EFI (inyección electrónica del combustible) de los neumáticos del manejo de la energía del milímetro 84.7, 165/80R13 delantero cansa el sistema de frenos posterior 165/80R13 del tamaño, afronta el sistema de frenos ventilado del disco, sistema posterior de la suspensión del tambor (leading/trailing), tipo delantero sistema de la suspensión del muelle en espiral, brazo lateral del puntal del eje de balancín de la parte posterior que une el tipo muelle en 4 acoplamientos espiral

## Toyota Probox por países
- En Bolivia,Paraguay y Perú se importan de Japón, se le cambia el volante del lado derecho al izquierdo. En Perú solo se pudo importar este tipo de vehículos hasta el 2012 y actualmente está prohibida su importación y acondicionamiento.

- Datos: Q2001694
- Multimedia: Toyota Probox / Q2001694